# Organomegalia
La organomegalia es un agrandamiento anormal de los órganos. Por ejemplo, clitoromegalia (macroclítoris) es el gigantismo del clítoris, hepatomegalia del hígado, cardiomegalia del corazón, y esplenomegalia del bazo.

## Definiciones para algunos órganos
Los valores se refieren a adultos a menos que se especifique lo contrario.
| Órgano                | Término médico              | Corte por definición |
| --------------------- | --------------------------- | --- |
| Aorta abdominal       | Ectasia o dilatación leve   | >2.0 cm y <3.0 cm |
| Aorta abdominal       | Aneurisma aórtico abdominal | - AAA moderado: 3.0–5.0 cm - AAA mayor o severo: >5.0 o 5.5. cm |
| Conducto biliar común | Dilatación                  | - Dilatación leve: 8–12 mm - Dilatación moderada: 12–16 mm - Dilatación severa: 16–20 mm - Dilatación extremadamente severa: >20 mm                                                              |
| Vesícula biliar       | Engrosamiento de la pared   | 3 mm de espesor de pared |
| Corazón               | Cardiomegalia               | - Imágenes médicas: Indicadas por relación cardiotorácica mayor a 0.5. - Autopsia: Se ha sugerido cardiomegalia cuando el corazón pesa más de > 399 gramos en mujeres y > 449 gramos en hombres. |
| Amígdala              | Amígdalas agrandadas        | 2.5 cm en longitud, 2.0 cm de ancho y 1.2 cm en grosor. |
| Uréter                | Megauréter                  | 6 o 7 mm |
| Vejiga urinaria       | Engrosamiento de la pared   | 3–5 mm de grosor, y < 3 mm cuando está bien distendida. |